# Сунарка
Суна́рка (чув. Сунар) — река в России, протекает по Вурнарскому району Чувашии. Левый приток реки Санарки.

## География
Река Сунарка берёт начало у села Артеменькино. Течёт на запад по открытой местности. Устье реки находится в 5 км по левому берегу реки Санарка. Длина реки составляет 15 км, площадь водосборного бассейна — 52,6 км².

## Данные водного реестра
По данным государственного водного реестра России относится к Верхневолжскому бассейновому округу, водохозяйственный участок реки — Цивиль от истока и до устья, речной подбассейн реки — Волга от впадения Оки до Куйбышевского водохранилища (без бассейна Суры). Речной бассейн реки — (Верхняя) Волга до Куйбышевского водохранилища (без бассейна Оки).
Код объекта в государственном водном реестре — 08010400412112100000377.